# Норманна (тауншип, Миннесота)
Норманна (англ. Normanna) — тауншип в округе Сент-Луис, Миннесота, США. На 2000 год его население составило 637 человек.

## География
По данным Бюро переписи населения США площадь тауншипа составляет 94,5 км², из которых 94,4 км² занимает суша, а 0,1 км² — вода (0,11 %).

## Демография
По данным переписи населения 2000 года здесь находились 637 человек, 219 домохозяйств и 169 семей.  Плотность населения —  6,7 чел./км².  На территории тауншипа расположено 227 построек со средней плотностью 2,4 построек на один квадратный километр. Расовый состав населения: 98,59 % белых, 0,47 % коренных американцев, 0,78 % азиатов и 0,16 % приходится на две или более других рас. Испанцы или латиноамериканцы любой расы составляли 0,78 % от популяции тауншипа.
Из 219 домохозяйств в 41,1 % воспитывались дети до 18 лет, в 70,3 % проживали супружеские пары, в 1,8 % проживали незамужние женщины и в 22,4 % домохозяйств проживали несемейные люди. 15,1 % домохозяйств состояли из одного человека, при том 3,7 % из — одиноких пожилых людей старше 65 лет. Средний размер домохозяйства — 2,91, а семьи — 3,30 человека.
30,1 % населения — младше 18 лет, 6,3 % — в возрасте от 18 до 24 лет, 31,2 % — от 25 до 44, 25,9 % — от 45 до 64, и 6,4 % — старше 65 лет. Средний возраст — 36 лет. На каждые 100 женщин приходилось 106,1 мужчин.  На каждые 100 женщин старше 18 приходилось 106,0 мужчин.
Средний годовой доход домохозяйства составлял 52 000 долларов, а средний годовой доход семьи —  60 556 долларов. Средний доход мужчин —  42 188  долларов, в то время как у женщин — 24 167. Доход на душу населения составил 19 127 долларов. За чертой бедности находились 1,2 % семей и 3,4 % всего населения тауншипа.